# Armillita
Juan Espinosa Saucedo plus connu sous le nom de « Armillita »  né le 26 juin 1905 à Saltillo (Mexique, État de Coahuila), mort le 26 mai 1964 à Mexico, est un matador mexicain.

## Présentation et carrière
Entre 1923 et 1924  il connait un grand succès comme novillero, ce qui lui permet de prendre l'alternative dès le 30 novembre de la même année dans les arènes d'El Toreo à Mexico, avec pour parrain Rodolfo Gaona.
L'année suivante, il se rend en Espagne où il prend l'alternative le 16 mai 1925 à Talavera de la Reina (province de Tolède), avec pour parrain Marcial Lalanda face à un taureau de Puente. Alternative qu'il confirme quelques mois plus tard à Madrid face à un taureau de Sotomayor.
Sa carrière est honorable pendant une huitaine d'années, mais comme il n'obtient plus de contrats à partir de 1932, il se fait banderillero dans la cuadrilla  de son frère « Armillita Chico », puis dans celle de Luis Miguel Dominguín. 
De retour au Mexique en 1952, il est gravement blessé dans les arènes de Mexico et il met fin à sa carrière cette année-là. Il aura été un torero de valeur, bon à l'estocade et à la cape, efficace avec les banderilles.